# Asiatiska mästerskapet i fotboll 2004
Asiatiska mästerskapet i fotboll 2004 var den 13:e upplagan av turneringen. Huvudturneringen avgjordes i Folkrepubliken Kina under perioden 17 juli-7 augusti 2004. Japan slog Kina med 3-1 i finalen i Peking.
Turneringen kännetecknades av Saudiarabiens oväntade misslyckande att ta sig vidare från gruppspelet; överraskande framgångar av Bahrain, som slutade fyra; Jordanien, som gick till kvartsfinal i sin första medvarkan; och Irak, som gick till kvartsfinal. Finalen mellan Kina och Japan följdes av slagsmål mellan kinesiska fans vid norra ingången till Worker's Stadium, under antijapanska stämningar med historisk bakgrund.

## Spelorter och anläggningar
| Orter     | Anläggning                      | Publikkapacitet |
| --------- | ------------------------------- | --------------- |
| Peking    | Workers Stadium                 | 66 161          |
| Chongqing | Chongqing Olympic Sports Center | 58 680          |
| Jinan     | Shandong Sports Center          | 43 700          |
| Chengdu   | Sichuan Longquanyi Stadium      | 27 333          |

## Deltagare och seedningar
Kina, som värdland, och Japan, som regerande mästare, var direktkvalificerade till huvudturneringen. Övriga lag kvalificerade sig via kvalspel under tiden mars – december 2003.
| Skål A                                                                | Skål B                       | Skål C                                                     | Skål D                                    |
| --------------------------------------------------------------------- | ---------------------------- | ---------------------------------------------------------- | ----------------------------------------- |
| Kina – värdland · Japan – regerande mästare · Sydkorea · Saudiarabien | Iran · Irak · Kuwait · Qatar | Indonesien · Thailand · Förenade arabemiraten · Uzbekistan | Bahrain · Jordanien · Oman · Turkmenistan |

## Gruppspel

### Grupp A
| Nr | Lag        | S | V | O | F | GM | IM | MS | P |
| -- | ---------- | - | - | - | - | -- | -- | -- | - |
| 1  | Kina       | 3 | 2 | 1 | 0 | 8  | 2  | +6 | 7 |
| 2  | Bahrain    | 3 | 1 | 2 | 0 | 6  | 4  | +2 | 5 |
| 3  | Indonesien | 3 | 1 | 0 | 2 | 3  | 9  | −6 | 3 |
| 4  | Qatar      | 3 | 0 | 1 | 2 | 2  | 4  | −2 | 1 |

|             | 17 juli 2004 | Kina                              | 2 – 2           | Bahrain                           | Workers Stadium                                                 |                                                                 |
| 20:00 UTC+8 | 20:00 UTC+8  | Zheng Zhi 58′ (str.) Li Jinyu 66′ | (0 – 1) Rapport | 41′ Mohamed Hubail 89′ Husain Ali | Peking Publik: 40 000 Domare: Subkhiddin Mohd Salleh (Malaysia) | Peking Publik: 40 000 Domare: Subkhiddin Mohd Salleh (Malaysia) |
| 20:00 UTC+8 | 20:00 UTC+8  |                                   |                 |                                   | Peking Publik: 40 000 Domare: Subkhiddin Mohd Salleh (Malaysia) | Peking Publik: 40 000 Domare: Subkhiddin Mohd Salleh (Malaysia) |
| 20:00 UTC+8 | 20:00 UTC+8  |                                   |                 |                                   | Peking Publik: 40 000 Domare: Subkhiddin Mohd Salleh (Malaysia) | Peking Publik: 40 000 Domare: Subkhiddin Mohd Salleh (Malaysia) |

|             | 18 juli 2004 | Qatar             | 1 – 2           | Indonesien                             | Workers Stadium                                   |                                                   |
| 17:00 UTC+8 | 17:00 UTC+8  | Magid Mohamed 83′ | (0 – 1) Rapport | 26′ Budi Sudarsono 48′ Ponaryo Astaman | Peking Publik: 5 000 Domare: Masoud Moradi (Iran) | Peking Publik: 5 000 Domare: Masoud Moradi (Iran) |
| 17:00 UTC+8 | 17:00 UTC+8  |                   |                 |                                        | Peking Publik: 5 000 Domare: Masoud Moradi (Iran) | Peking Publik: 5 000 Domare: Masoud Moradi (Iran) |
| 17:00 UTC+8 | 17:00 UTC+8  |                   |                 |                                        | Peking Publik: 5 000 Domare: Masoud Moradi (Iran) | Peking Publik: 5 000 Domare: Masoud Moradi (Iran) |

|             | 21 juli 2004 | Bahrain              | 1 – 1           | Qatar                  | Workers Stadium                                     |                                                     |
| 18:30 UTC+8 | 18:30 UTC+8  | Mohamed Hubail 90+1′ | (0 – 0) Rapport | 59′ (str.) Wesam Rizik | Peking Publik: 48 000 Domare: Toru Kamikawa (Japan) | Peking Publik: 48 000 Domare: Toru Kamikawa (Japan) |
| 18:30 UTC+8 | 18:30 UTC+8  |                      |                 |                        | Peking Publik: 48 000 Domare: Toru Kamikawa (Japan) | Peking Publik: 48 000 Domare: Toru Kamikawa (Japan) |
| 18:30 UTC+8 | 18:30 UTC+8  |                      |                 |                        | Peking Publik: 48 000 Domare: Toru Kamikawa (Japan) | Peking Publik: 48 000 Domare: Toru Kamikawa (Japan) |

|             | 21 juli 2004 | Indonesien | 0 – 5           | Kina                                                      | Workers Stadium                                     |                                                     |
| 21:00 UTC+8 | 21:00 UTC+8  |            | (0 – 2) Rapport | 25′, 66′ Shao Jiayi 40′ Hao Haidong 51′ Li Ming 80′ Li Yi | Peking Publik: 48 000 Domare: Talaat Najm (Libanon) | Peking Publik: 48 000 Domare: Talaat Najm (Libanon) |
| 21:00 UTC+8 | 21:00 UTC+8  |            |                 |                                                           | Peking Publik: 48 000 Domare: Talaat Najm (Libanon) | Peking Publik: 48 000 Domare: Talaat Najm (Libanon) |
| 21:00 UTC+8 | 21:00 UTC+8  |            |                 |                                                           | Peking Publik: 48 000 Domare: Talaat Najm (Libanon) | Peking Publik: 48 000 Domare: Talaat Najm (Libanon) |

|             | 25 juli 2004 | Kina           | 1 – 0           | Qatar | Workers Stadium                                    |                                                    |
| 19:00 UTC+8 | 19:00 UTC+8  | Xu Yunlong 77′ | (0 – 0) Rapport |       | Peking Publik: 60 000 Domare: Masoud Moradi (Iran) | Peking Publik: 60 000 Domare: Masoud Moradi (Iran) |
| 19:00 UTC+8 | 19:00 UTC+8  |                |                 |       | Peking Publik: 60 000 Domare: Masoud Moradi (Iran) | Peking Publik: 60 000 Domare: Masoud Moradi (Iran) |
| 19:00 UTC+8 | 19:00 UTC+8  |                |                 |       | Peking Publik: 60 000 Domare: Masoud Moradi (Iran) | Peking Publik: 60 000 Domare: Masoud Moradi (Iran) |

|             | 25 juli 2004 | Bahrain                                          | 3 – 1           | Indonesien     | Shandong Sports Center                            |                                                   |
| 19:00 UTC+8 | 19:00 UTC+8  | Husain Ali 43′ A'ala Hubail 57′ Talal Yousef 82′ | (1 – 0) Rapport | 75′ Elie Aiboy | Jinan Publik: 20 000 Domare: Coffi Codjia (Benin) | Jinan Publik: 20 000 Domare: Coffi Codjia (Benin) |
| 19:00 UTC+8 | 19:00 UTC+8  |                                                  |                 |                | Jinan Publik: 20 000 Domare: Coffi Codjia (Benin) | Jinan Publik: 20 000 Domare: Coffi Codjia (Benin) |
| 19:00 UTC+8 | 19:00 UTC+8  |                                                  |                 |                | Jinan Publik: 20 000 Domare: Coffi Codjia (Benin) | Jinan Publik: 20 000 Domare: Coffi Codjia (Benin) |

### Grupp B
| Nr | Lag                   | S | V | O | F | GM | IM | MS | P |
| -- | --------------------- | - | - | - | - | -- | -- | -- | - |
| 1  | Sydkorea              | 3 | 2 | 1 | 0 | 6  | 0  | +6 | 7 |
| 2  | Jordanien             | 3 | 1 | 2 | 0 | 2  | 0  | +2 | 5 |
| 3  | Kuwait                | 3 | 1 | 0 | 2 | 3  | 7  | −4 | 3 |
| 4  | Förenade arabemiraten | 3 | 0 | 1 | 2 | 1  | 5  | −4 | 1 |

|             | 19 juli 2004 | Sydkorea | 0 – 0   | Jordanien | Shandong Sports Center                                  |                                                         |
| 18:30 UTC+8 | 18:30 UTC+8  |          | Rapport |           | Jinan Publik: 26 000 Domare: Shamsul Maidin (Singapore) | Jinan Publik: 26 000 Domare: Shamsul Maidin (Singapore) |
| 18:30 UTC+8 | 18:30 UTC+8  |          |         |           | Jinan Publik: 26 000 Domare: Shamsul Maidin (Singapore) | Jinan Publik: 26 000 Domare: Shamsul Maidin (Singapore) |
| 18:30 UTC+8 | 18:30 UTC+8  |          |         |           | Jinan Publik: 26 000 Domare: Shamsul Maidin (Singapore) | Jinan Publik: 26 000 Domare: Shamsul Maidin (Singapore) |

|             | 19 juli 2004 | Kuwait                                             | 3 – 1           | Förenade arabemiraten | Shandong Sports Center                                      |                                                             |
| 21:00 UTC+8 | 21:00 UTC+8  | Bashar Abdullah 24′ Bader Al-Mutwa 39′ (str.), 45′ | (3 – 0) Rapport | 47′ Mohamed Rashid    | Jinan Publik: 31 250 Domare: Naser Al-Hamdan (Saudiarabien) | Jinan Publik: 31 250 Domare: Naser Al-Hamdan (Saudiarabien) |
| 21:00 UTC+8 | 21:00 UTC+8  |                                                    |                 |                       | Jinan Publik: 31 250 Domare: Naser Al-Hamdan (Saudiarabien) | Jinan Publik: 31 250 Domare: Naser Al-Hamdan (Saudiarabien) |
| 21:00 UTC+8 | 21:00 UTC+8  |                                                    |                 |                       | Jinan Publik: 31 250 Domare: Naser Al-Hamdan (Saudiarabien) | Jinan Publik: 31 250 Domare: Naser Al-Hamdan (Saudiarabien) |

|             | 23 juli 2004 | Jordanien                             | 2 – 0           | Kuwait | Shandong Sports Center                     |                                            |
| 18:30 UTC+8 | 18:30 UTC+8  | Khaled Saad 90+2′ Anas Al-Zboun 90+3′ | (0 – 0) Rapport |        | Jinan Publik: 28 000 Domare: Lu Jun (Kina) | Jinan Publik: 28 000 Domare: Lu Jun (Kina) |
| 18:30 UTC+8 | 18:30 UTC+8  |                                       |                 |        | Jinan Publik: 28 000 Domare: Lu Jun (Kina) | Jinan Publik: 28 000 Domare: Lu Jun (Kina) |
| 18:30 UTC+8 | 18:30 UTC+8  |                                       |                 |        | Jinan Publik: 28 000 Domare: Lu Jun (Kina) | Jinan Publik: 28 000 Domare: Lu Jun (Kina) |

|             | 23 juli 2004 | Förenade arabemiraten | 0 – 2           | Sydkorea                              | Shandong Sports Center                                    |                                                           |
| 21:00 UTC+8 | 21:00 UTC+8  |                       | (0 – 1) Rapport | 41′ Lee Dong-Gook 90+1′ Ahn Jung-hwan | Jinan Publik: 30 000 Domare: Ravsjan Irmatov (Uzbekistan) | Jinan Publik: 30 000 Domare: Ravsjan Irmatov (Uzbekistan) |
| 21:00 UTC+8 | 21:00 UTC+8  |                       |                 |                                       | Jinan Publik: 30 000 Domare: Ravsjan Irmatov (Uzbekistan) | Jinan Publik: 30 000 Domare: Ravsjan Irmatov (Uzbekistan) |
| 21:00 UTC+8 | 21:00 UTC+8  |                       |                 |                                       | Jinan Publik: 30 000 Domare: Ravsjan Irmatov (Uzbekistan) | Jinan Publik: 30 000 Domare: Ravsjan Irmatov (Uzbekistan) |

|             | 27 juli 2004 | Jordanien | 0 – 0   | Förenade arabemiraten | Workers Stadium                                     |                                                     |
| 19:00 UTC+8 | 19:00 UTC+8  |           | Rapport |                       | Peking Publik: 25 000 Domare: Talaat Najm (Libanon) | Peking Publik: 25 000 Domare: Talaat Najm (Libanon) |
| 19:00 UTC+8 | 19:00 UTC+8  |           |         |                       | Peking Publik: 25 000 Domare: Talaat Najm (Libanon) | Peking Publik: 25 000 Domare: Talaat Najm (Libanon) |
| 19:00 UTC+8 | 19:00 UTC+8  |           |         |                       | Peking Publik: 25 000 Domare: Talaat Najm (Libanon) | Peking Publik: 25 000 Domare: Talaat Najm (Libanon) |

|             | 27 juli 2004 | Sydkorea                                                 | 4 – 0           | Kuwait | Shandong Sports Center                                  |                                                         |
| 19:00 UTC+8 | 19:00 UTC+8  | Lee Dong-Gook 25′, 41′ Cha Du-ri 45+1′ Ahn Jung-hwan 75′ | (3 – 0) Rapport |        | Jinan Publik: 15 000 Domare: Shamsul Maidin (Singapore) | Jinan Publik: 15 000 Domare: Shamsul Maidin (Singapore) |
| 19:00 UTC+8 | 19:00 UTC+8  |                                                          |                 |        | Jinan Publik: 15 000 Domare: Shamsul Maidin (Singapore) | Jinan Publik: 15 000 Domare: Shamsul Maidin (Singapore) |
| 19:00 UTC+8 | 19:00 UTC+8  |                                                          |                 |        | Jinan Publik: 15 000 Domare: Shamsul Maidin (Singapore) | Jinan Publik: 15 000 Domare: Shamsul Maidin (Singapore) |

### Grupp C
| Nr | Lag          | S | V | O | F | GM | IM | MS | P |
| -- | ------------ | - | - | - | - | -- | -- | -- | - |
| 1  | Uzbekistan   | 3 | 3 | 0 | 0 | 3  | 0  | +3 | 9 |
| 2  | Irak         | 3 | 2 | 0 | 1 | 5  | 4  | +1 | 6 |
| 3  | Turkmenistan | 3 | 0 | 1 | 2 | 4  | 6  | −2 | 1 |
| 4  | Saudiarabien | 3 | 0 | 1 | 2 | 3  | 5  | −2 | 1 |

|             | 18 juli 2004 | Saudiarabien                     | 2 – 2           | Turkmenistan                                   | Sichuan Longquanyi Stadium                                |                                                           |
| 18:45 UTC+8 | 18:45 UTC+8  | Yasser Al-Qahtani 9′ (str.), 59′ | (1 – 1) Rapport | 6′ Nazar Bayramov 90+3′ Begençmuhammet Kulyýew | Chengdu Publik: 12 400 Domare: Chaiwat Kunsata (Thailand) | Chengdu Publik: 12 400 Domare: Chaiwat Kunsata (Thailand) |
| 18:45 UTC+8 | 18:45 UTC+8  |                                  |                 |                                                | Chengdu Publik: 12 400 Domare: Chaiwat Kunsata (Thailand) | Chengdu Publik: 12 400 Domare: Chaiwat Kunsata (Thailand) |
| 18:45 UTC+8 | 18:45 UTC+8  |                                  |                 |                                                | Chengdu Publik: 12 400 Domare: Chaiwat Kunsata (Thailand) | Chengdu Publik: 12 400 Domare: Chaiwat Kunsata (Thailand) |

|             | 18 juli 2004 | Irak | 0 – 1           | Uzbekistan           | Sichuan Longquanyi Stadium                               |                                                          |
| 21:15 UTC+8 | 21:15 UTC+8  |      | (0 – 1) Rapport | 21′ Mirjalol Qosimov | Chengdu Publik: 12 400 Domare: Kwon Jong-Chul (Sydkorea) | Chengdu Publik: 12 400 Domare: Kwon Jong-Chul (Sydkorea) |
| 21:15 UTC+8 | 21:15 UTC+8  |      |                 |                      | Chengdu Publik: 12 400 Domare: Kwon Jong-Chul (Sydkorea) | Chengdu Publik: 12 400 Domare: Kwon Jong-Chul (Sydkorea) |
| 21:15 UTC+8 | 21:15 UTC+8  |      |                 |                      | Chengdu Publik: 12 400 Domare: Kwon Jong-Chul (Sydkorea) | Chengdu Publik: 12 400 Domare: Kwon Jong-Chul (Sydkorea) |

|             | 22 juli 2004 | Turkmenistan                                     | 2 – 3           | Irak                                                       | Sichuan Longquanyi Stadium                                   |                                                              |
| 18:30 UTC+8 | 18:30 UTC+8  | Vladimir Bayramov 14′ Begençmuhammet Kulyýew 85′ | (1 – 1) Rapport | 12′ Hawar Mulla Mohammed 80′ Razzaq Farhan 88′ Qusay Munir | Chengdu Publik: 22 000 Domare: Saad Kamil Al-Fadhli (Kuwait) | Chengdu Publik: 22 000 Domare: Saad Kamil Al-Fadhli (Kuwait) |
| 18:30 UTC+8 | 18:30 UTC+8  |                                                  |                 |                                                            | Chengdu Publik: 22 000 Domare: Saad Kamil Al-Fadhli (Kuwait) | Chengdu Publik: 22 000 Domare: Saad Kamil Al-Fadhli (Kuwait) |
| 18:30 UTC+8 | 18:30 UTC+8  |                                                  |                 |                                                            | Chengdu Publik: 22 000 Domare: Saad Kamil Al-Fadhli (Kuwait) | Chengdu Publik: 22 000 Domare: Saad Kamil Al-Fadhli (Kuwait) |

|             | 22 juli 2004 | Uzbekistan             | 1 – 0           | Saudiarabien | Sichuan Longquanyi Stadium                          |                                                     |
| 21:00 UTC+8 | 21:00 UTC+8  | Alexander Geynrikh 13′ | (1 – 0) Rapport |              | Chengdu Publik: 22 000 Domare: Coffi Codjia (Benin) | Chengdu Publik: 22 000 Domare: Coffi Codjia (Benin) |
| 21:00 UTC+8 | 21:00 UTC+8  |                        |                 |              | Chengdu Publik: 22 000 Domare: Coffi Codjia (Benin) | Chengdu Publik: 22 000 Domare: Coffi Codjia (Benin) |
| 21:00 UTC+8 | 21:00 UTC+8  |                        |                 |              | Chengdu Publik: 22 000 Domare: Coffi Codjia (Benin) | Chengdu Publik: 22 000 Domare: Coffi Codjia (Benin) |

|             | 26 juli 2004 | Saudiarabien            | 1 – 2           | Irak                                | Sichuan Longquanyi Stadium                               |                                                          |
| 19:00 UTC+8 | 19:00 UTC+8  | Hamad Al-Montashari 57′ | (0 – 0) Rapport | 51′ Nashat Akram 86′ Younis Mahmoud | Chengdu Publik: 15 000 Domare: Kwon Jong-Chul (Sydkorea) | Chengdu Publik: 15 000 Domare: Kwon Jong-Chul (Sydkorea) |
| 19:00 UTC+8 | 19:00 UTC+8  |                         |                 |                                     | Chengdu Publik: 15 000 Domare: Kwon Jong-Chul (Sydkorea) | Chengdu Publik: 15 000 Domare: Kwon Jong-Chul (Sydkorea) |
| 19:00 UTC+8 | 19:00 UTC+8  |                         |                 |                                     | Chengdu Publik: 15 000 Domare: Kwon Jong-Chul (Sydkorea) | Chengdu Publik: 15 000 Domare: Kwon Jong-Chul (Sydkorea) |

|             | 26 juli 2004 | Turkmenistan | 0 – 1           | Uzbekistan           | Chongqing Olympic Sports Center                          |                                                          |
| 19:00 UTC+8 | 19:00 UTC+8  |              | (0 – 0) Rapport | 58′ Mirjalol Qosimov | Chongqing Publik: 34 000 Domare: Mohammed Kousa (Syrien) | Chongqing Publik: 34 000 Domare: Mohammed Kousa (Syrien) |
| 19:00 UTC+8 | 19:00 UTC+8  |              |                 |                      | Chongqing Publik: 34 000 Domare: Mohammed Kousa (Syrien) | Chongqing Publik: 34 000 Domare: Mohammed Kousa (Syrien) |
| 19:00 UTC+8 | 19:00 UTC+8  |              |                 |                      | Chongqing Publik: 34 000 Domare: Mohammed Kousa (Syrien) | Chongqing Publik: 34 000 Domare: Mohammed Kousa (Syrien) |

### Grupp D
| Nr | Lag      | S | V | O | F | GM | IM | MS | P |
| -- | -------- | - | - | - | - | -- | -- | -- | - |
| 1  | Japan    | 3 | 2 | 1 | 0 | 5  | 1  | +4 | 7 |
| 2  | Iran     | 3 | 1 | 2 | 0 | 5  | 2  | +3 | 5 |
| 3  | Oman     | 3 | 1 | 1 | 1 | 4  | 3  | +1 | 4 |
| 4  | Thailand | 3 | 0 | 0 | 3 | 1  | 9  | −8 | 0 |

|             | 20 juli 2004 | Japan                 | 1 – 0           | Oman | Chongqing Olympic Sports Center                           |                                                           |
| 18:00 UTC+8 | 18:00 UTC+8  | Shunsuke Nakamura 33′ | (1 – 0) Rapport |      | Chongqing Publik: 35 000 Domare: Mark Shield (Australien) | Chongqing Publik: 35 000 Domare: Mark Shield (Australien) |
| 18:00 UTC+8 | 18:00 UTC+8  |                       |                 |      | Chongqing Publik: 35 000 Domare: Mark Shield (Australien) | Chongqing Publik: 35 000 Domare: Mark Shield (Australien) |
| 18:00 UTC+8 | 18:00 UTC+8  |                       |                 |      | Chongqing Publik: 35 000 Domare: Mark Shield (Australien) | Chongqing Publik: 35 000 Domare: Mark Shield (Australien) |

|             | 20 juli 2004 | Iran                                                    | 3 – 0           | Thailand | Chongqing Olympic Sports Center                          |                                                          |
| 20:30 UTC+8 | 20:30 UTC+8  | Reza Enayati 71′ Javad Nekounam 80′ Ali Daei 86′ (str.) | (0 – 0) Rapport |          | Chongqing Publik: 37 000 Domare: Mohammad Kousa (Syrien) | Chongqing Publik: 37 000 Domare: Mohammad Kousa (Syrien) |
| 20:30 UTC+8 | 20:30 UTC+8  |                                                         |                 |          | Chongqing Publik: 37 000 Domare: Mohammad Kousa (Syrien) | Chongqing Publik: 37 000 Domare: Mohammad Kousa (Syrien) |
| 20:30 UTC+8 | 20:30 UTC+8  |                                                         |                 |          | Chongqing Publik: 37 000 Domare: Mohammad Kousa (Syrien) | Chongqing Publik: 37 000 Domare: Mohammad Kousa (Syrien) |

|             | 24 juli 2004 | Oman                   | 2 – 2           | Iran                                  | Chongqing Olympic Sports Center                                    |                                                                    |
| 18:00 UTC+8 | 18:00 UTC+8  | Amad Al Hosni 31′, 40′ | (2 – 0) Rapport | 61′ Ali Karimi 90+4′ Mohammad Nosrati | Chongqing Publik: 35 000 Domare: Abdul Rahman Al-Delawar (Bahrain) | Chongqing Publik: 35 000 Domare: Abdul Rahman Al-Delawar (Bahrain) |
| 18:00 UTC+8 | 18:00 UTC+8  |                        |                 |                                       | Chongqing Publik: 35 000 Domare: Abdul Rahman Al-Delawar (Bahrain) | Chongqing Publik: 35 000 Domare: Abdul Rahman Al-Delawar (Bahrain) |
| 18:00 UTC+8 | 18:00 UTC+8  |                        |                 |                                       | Chongqing Publik: 35 000 Domare: Abdul Rahman Al-Delawar (Bahrain) | Chongqing Publik: 35 000 Domare: Abdul Rahman Al-Delawar (Bahrain) |

|             | 24 juli 2004 | Thailand            | 1 – 4           | Japan                                                              | Chongqing Olympic Sports Center                                             |                                                                             |
| 20:30 UTC+8 | 20:30 UTC+8  | Sutee Suksomkit 12′ | (1 – 1) Rapport | 21′ Shunsuke Nakamura 57′, 87′ Yuji Nakazawa 68′ Takashi Fukunishi | Chongqing Publik: 45 000 Domare: Fareed Al-Marzouqi (Förenade arabemiraten) | Chongqing Publik: 45 000 Domare: Fareed Al-Marzouqi (Förenade arabemiraten) |
| 20:30 UTC+8 | 20:30 UTC+8  |                     |                 |                                                                    | Chongqing Publik: 45 000 Domare: Fareed Al-Marzouqi (Förenade arabemiraten) | Chongqing Publik: 45 000 Domare: Fareed Al-Marzouqi (Förenade arabemiraten) |
| 20:30 UTC+8 | 20:30 UTC+8  |                     |                 |                                                                    | Chongqing Publik: 45 000 Domare: Fareed Al-Marzouqi (Förenade arabemiraten) | Chongqing Publik: 45 000 Domare: Fareed Al-Marzouqi (Förenade arabemiraten) |

|             | 28 juli 2004 | Oman                                               | 2 – 0   | Thailand | Sichuan Longquanyi Stadium                   |                                              |
| 18:15 UTC+8 | 18:15 UTC+8  | Rangsan Viwatchaichok 15′ (sjm.) Amad Al Hosni 49′ | Rapport |          | Chengdu Publik: 13 000 Domare: Lu Jun (Kina) | Chengdu Publik: 13 000 Domare: Lu Jun (Kina) |
| 18:15 UTC+8 | 18:15 UTC+8  |                                                    |         |          | Chengdu Publik: 13 000 Domare: Lu Jun (Kina) | Chengdu Publik: 13 000 Domare: Lu Jun (Kina) |
| 18:15 UTC+8 | 18:15 UTC+8  |                                                    |         |          | Chengdu Publik: 13 000 Domare: Lu Jun (Kina) | Chengdu Publik: 13 000 Domare: Lu Jun (Kina) |

|             | 28 juli 2004 | Japan | 0 – 0   | Iran | Chongqing Olympic Sports Center                           |                                                           |
| 18:15 UTC+8 | 18:15 UTC+8  |       | Rapport |      | Chongqing Publik: 52 000 Domare: Mark Shield (Australien) | Chongqing Publik: 52 000 Domare: Mark Shield (Australien) |
| 18:15 UTC+8 | 18:15 UTC+8  |       |         |      | Chongqing Publik: 52 000 Domare: Mark Shield (Australien) | Chongqing Publik: 52 000 Domare: Mark Shield (Australien) |
| 18:15 UTC+8 | 18:15 UTC+8  |       |         |      | Chongqing Publik: 52 000 Domare: Mark Shield (Australien) | Chongqing Publik: 52 000 Domare: Mark Shield (Australien) |

## Slutspel

### Slutspelsträd
|  | Kvartsfinal    | Kvartsfinal  |             |       | Semifinal  | Semifinal  |  |  | Final | Final |
|  |                |              |             |       |            |            |  |  |       |       |
|  |                |              |             |       |            |            |  |  |       |       |
|  |                |              |             |       |            |            |  |  |       |       |
|  | Kina           | 3            |             |       |            |            |  |  |       |       |
|  | Kina           | 3            |             |       |            |            |  |  |       |       |
|  | Irak           | 0            |             |       |            |            |  |  |       |       |
|  | Irak           | 0            | Kina (str.) | 1 (4) |            |            |  |  |       |       |
|  |                |              | Kina (str.) | 1 (4) |            |            |  |  |       |       |
|  |                | Iran         | 1 (3)       |       |            |            |  |  |       |       |
|  | Sydkorea       | Iran         | 1 (3)       | 3     |            |            |  |  |       |       |
|  | Sydkorea       |              |             | 3     |            |            |  |  |       |       |
|  | Iran           | 4            |             |       |            |            |  |  |       |       |
|  | Iran           | 4            | Kina        | 1     |            |            |  |  |       |       |
|  |                |              | Kina        | 1     |            |            |  |  |       |       |
|  |                | Japan        | 3           |       |            |            |  |  |       |       |
|  | Uzbekistan     | Japan        | 3           | 2 (3) |            |            |  |  |       |       |
|  | Uzbekistan     |              |             | 2 (3) |            |            |  |  |       |       |
|  | Bahrain (str.) | 2 (4)        |             |       |            |            |  |  |       |       |
|  | Bahrain (str.) | 2 (4)        | Bahrain     | 3     |            |            |  |  |       |       |
|  |                |              | Bahrain     | 3     |            |            |  |  |       |       |
|  |                | Japan (e.f.) | 4           |       | Bronsmatch | Bronsmatch |  |  |       |       |
|  | Japan (str.)   | Japan (e.f.) | 4           | 1 (4) | Bronsmatch | Bronsmatch |  |  |       |       |
|  | Japan (str.)   |              |             | 1 (4) |            |            |  |  |       |       |
|  | Jordanien      | 1 (3)        |             |       |            |            |  |  |       |       |
|  | Jordanien      | 1 (3)        | Iran        | 4     |            |            |  |  |       |       |
|  |                |              |             |       |            |            |  |  |       |       |
|  | Bahrain        | 2            |             |       |            |            |  |  |       |       |
|  | Bahrain        | 2            |             |       |            |            |  |  |       |       |

### Kvartsfinaler
|             | 30 juli 2004 | Uzbekistan                                                                       | 0000 2 – 2 (e.fl.)         | Bahrain                                                                  | Sichuan Longquanyi Stadium                               |                                                          |
| 18:00 UTC+8 | 18:00 UTC+8  | Alexander Geynrikh 60′ Vladimir Shishelov 86′                                    | (0 – 0) Rapport            | 71′, 76′ A'ala Hubail                                                    | Chengdu Publik: 18 000 Domare: Kwon Jong-Chul (Sydkorea) | Chengdu Publik: 18 000 Domare: Kwon Jong-Chul (Sydkorea) |
| 18:00 UTC+8 | 18:00 UTC+8  |                                                                                  |                            |                                                                          | Chengdu Publik: 18 000 Domare: Kwon Jong-Chul (Sydkorea) | Chengdu Publik: 18 000 Domare: Kwon Jong-Chul (Sydkorea) |
| 18:00 UTC+8 | 18:00 UTC+8  | Andrei Fyodorov Server Djeparov Alexander Geynrikh Marat Bikmoev Leonid Koshelev | Straffsparksläggning 3 – 4 | Husain Ali Mohamed Juma Hussain Ali Baba Saleh Ahmed Farhan A'ala Hubail | Chengdu Publik: 18 000 Domare: Kwon Jong-Chul (Sydkorea) | Chengdu Publik: 18 000 Domare: Kwon Jong-Chul (Sydkorea) |

|             | 30 juli 2004 | Kina                                              | 3 – 0           | Irak | Workers Stadium                                          |                                                          |
| 21:00 UTC+8 | 21:00 UTC+8  | Hao Haidong 8′ Zheng Zhi 81′ (str.), 90+2′ (str.) | (1 – 0) Rapport |      | Peking Publik: 60 000 Domare: Shamsul Maidin (Singapore) | Peking Publik: 60 000 Domare: Shamsul Maidin (Singapore) |
| 21:00 UTC+8 | 21:00 UTC+8  |                                                   |                 |      | Peking Publik: 60 000 Domare: Shamsul Maidin (Singapore) | Peking Publik: 60 000 Domare: Shamsul Maidin (Singapore) |
| 21:00 UTC+8 | 21:00 UTC+8  |                                                   |                 |      | Peking Publik: 60 000 Domare: Shamsul Maidin (Singapore) | Peking Publik: 60 000 Domare: Shamsul Maidin (Singapore) |

|             | 31 juli 2004 | Japan | 0000 1 – 1 (e.fl.)         | Jordanien | Chongqing Olympic Sports Center                                    |                                                                    |
| 18:00 UTC+8 | 18:00 UTC+8  | Takayuki Suzuki 14′ | (1 – 1) Rapport            | 11′ Mahmoud Shelbaieh                                                                                          | Chongqing Publik: 52 000 Domare: Subkhiddin Mohd Salleh (Malaysia) | Chongqing Publik: 52 000 Domare: Subkhiddin Mohd Salleh (Malaysia) |
| 18:00 UTC+8 | 18:00 UTC+8  | |                            | | Chongqing Publik: 52 000 Domare: Subkhiddin Mohd Salleh (Malaysia) | Chongqing Publik: 52 000 Domare: Subkhiddin Mohd Salleh (Malaysia) |
| 18:00 UTC+8 | 18:00 UTC+8  | Shunsuke Nakamura Alessandro dos Santos Takashi Fukunishi Kōji Nakata Takayuki Suzuki Yuji Nakazawa Tsuneyasu Miyamoto | Straffsparksläggning 4 – 3 | Abdullah Abu Zema Rateb Al-Awadat Hatem Aqel Haitham Al-Shboul Faisal Ibrahim Anas Al-Zboun Bashar Bani Yaseen | Chongqing Publik: 52 000 Domare: Subkhiddin Mohd Salleh (Malaysia) | Chongqing Publik: 52 000 Domare: Subkhiddin Mohd Salleh (Malaysia) |

|             | 31 juli 2004 | Sydkorea                                           | 3 – 4           | Iran                                              | Shandong Sports Center                                     |                                                            |
| 21:00 UTC+8 | 21:00 UTC+8  | Seol Ki-hyeon 16′ Lee Dong-Gook 25′ Kim Nam-Il 68′ | (2 – 2) Rapport | 10′, 20′, 77′ Ali Karimi 51′ (sjm.) Park Jin-Seop | Jinan Publik: 20 000 Domare: Saad Kamil Al-Fadhli (Kuwait) | Jinan Publik: 20 000 Domare: Saad Kamil Al-Fadhli (Kuwait) |
| 21:00 UTC+8 | 21:00 UTC+8  |                                                    |                 |                                                   | Jinan Publik: 20 000 Domare: Saad Kamil Al-Fadhli (Kuwait) | Jinan Publik: 20 000 Domare: Saad Kamil Al-Fadhli (Kuwait) |
| 21:00 UTC+8 | 21:00 UTC+8  |                                                    |                 |                                                   | Jinan Publik: 20 000 Domare: Saad Kamil Al-Fadhli (Kuwait) | Jinan Publik: 20 000 Domare: Saad Kamil Al-Fadhli (Kuwait) |

### Semifinaler
|             | 3 augusti 2004 | Bahrain                                      | 0000 3 – 4 (e.fl.) | Japan                                                   | Shandong Sports Center                                  |                                                         |
| 18:00 UTC+8 | 18:00 UTC+8    | A'ala Hubail 7′, 71′ Duaij Naser Abdulla 85′ | (1 – 0) Rapport    | 48′ Kōji Nakata 55′, 93′ Keiji Tamada 90′ Yuji Nakazawa | Jinan Publik: 32 000 Domare: Shamsul Maidin (Singapore) | Jinan Publik: 32 000 Domare: Shamsul Maidin (Singapore) |
| 18:00 UTC+8 | 18:00 UTC+8    |                                              |                    |                                                         | Jinan Publik: 32 000 Domare: Shamsul Maidin (Singapore) | Jinan Publik: 32 000 Domare: Shamsul Maidin (Singapore) |
| 18:00 UTC+8 | 18:00 UTC+8    |                                              |                    |                                                         | Jinan Publik: 32 000 Domare: Shamsul Maidin (Singapore) | Jinan Publik: 32 000 Domare: Shamsul Maidin (Singapore) |

|             | 3 augusti 2004 | Kina                                                   | 0000 1 – 1 (e.fl.)         | Iran                                                                    | Workers Stadium                                     |                                                     |
| 21:00 UTC+8 | 21:00 UTC+8    | Shao Jiayi 18′                                         | (1 – 1) Rapport            | 38′ Mohammad Alavi                                                      | Peking Publik: 55 000 Domare: Talaat Najm (Libanon) | Peking Publik: 55 000 Domare: Talaat Najm (Libanon) |
| 21:00 UTC+8 | 21:00 UTC+8    |                                                        |                            |                                                                         | Peking Publik: 55 000 Domare: Talaat Najm (Libanon) | Peking Publik: 55 000 Domare: Talaat Najm (Libanon) |
| 21:00 UTC+8 | 21:00 UTC+8    | Zheng Zhi Zhao Junzhe Li Xiaopeng Sun Xiang Shao Jiayi | Straffsparksläggning 4 – 3 | Ali Daei Mehdi Mahdavikia Javad Nekounam Iman Mobali Yahya Golmohammadi | Peking Publik: 55 000 Domare: Talaat Najm (Libanon) | Peking Publik: 55 000 Domare: Talaat Najm (Libanon) |

### Bronsmatch
|             | 6 augusti 2004 | Iran                                                      | 4 – 2           | Bahrain                                 | Workers Stadium                                                          |                                                                          |
| 20:00 UTC+8 | 20:00 UTC+8    | Javad Nekounam 9′ Ali Karimi 52′ Ali Daei 80′ (str.), 90′ | (1 – 0) Rapport | 48′ Talal Yousef 57′ Saleh Ahmed Farhan | Peking Publik: 10 000 Domare: Fareed Al-Marzouqi (Förenade arabemiraten) | Peking Publik: 10 000 Domare: Fareed Al-Marzouqi (Förenade arabemiraten) |
| 20:00 UTC+8 | 20:00 UTC+8    |                                                           |                 |                                         | Peking Publik: 10 000 Domare: Fareed Al-Marzouqi (Förenade arabemiraten) | Peking Publik: 10 000 Domare: Fareed Al-Marzouqi (Förenade arabemiraten) |
| 20:00 UTC+8 | 20:00 UTC+8    |                                                           |                 |                                         | Peking Publik: 10 000 Domare: Fareed Al-Marzouqi (Förenade arabemiraten) | Peking Publik: 10 000 Domare: Fareed Al-Marzouqi (Förenade arabemiraten) |

### Final
|             | 7 augusti 2004 | Kina        | 1 – 3           | Japan                                                    | Workers Stadium                                             |                                                             |
| 20:00 UTC+8 | 20:00 UTC+8    | Li Ming 31′ | (1 – 1) Rapport | 22′ Takashi Fukunishi 65′ Kōji Nakata 90+1′ Keiji Tamada | Peking Publik: 62 000 Domare: Saad Kamil Al-Fadhli (Kuwait) | Peking Publik: 62 000 Domare: Saad Kamil Al-Fadhli (Kuwait) |
| 20:00 UTC+8 | 20:00 UTC+8    |             |                 |                                                          | Peking Publik: 62 000 Domare: Saad Kamil Al-Fadhli (Kuwait) | Peking Publik: 62 000 Domare: Saad Kamil Al-Fadhli (Kuwait) |
| 20:00 UTC+8 | 20:00 UTC+8    |             |                 |                                                          | Peking Publik: 62 000 Domare: Saad Kamil Al-Fadhli (Kuwait) | Peking Publik: 62 000 Domare: Saad Kamil Al-Fadhli (Kuwait) |

## Utmärkelser
| Most Valuable Player | Top Scorer              | Fair Play Award |
| -------------------- | ----------------------- | --------------- |
| Shunsuke Nakamura    | A'ala Hubail Ali Karimi | Kina            |

| Målvakt              | Försarare                                  | Mittfältare                                           | Anfallare                                |
| -------------------- | ------------------------------------------ | ----------------------------------------------------- | ---------------------------------------- |
| Yoshikatsu Kawaguchi | Tsuneyasu Miyamoto Yuji Nakazawa Zheng Zhi | Shunsuke Nakamura Shao Jiayi Zhao Junzhe Talal Yousef | A'ala Hubail Ali Karimi Mehdi Mahdavikia |

## Målskyttar
| 5 mål - A'ala Hubail - Ali Karimi 4 mål - Lee Dong-Gook 3 mål - Shao Jiayi - Zheng Zhi - Ali Daei - Yuji Nakazawa - Keiji Tamada - Imad Al-Hosni 2 mål - Husain Ali - Mohamed Hubail - Talal Yousef - Hao Haidong - Li Ming - Javad Nekounam - Takashi Fukunishi - Shunsuke Nakamura - Koji Nakata - Ahn Jung-Hwan - Bader Al-Mutwa - Yasser Al-Qahtani - Begench Kuliyev - Alexander Geynrikh - Mirjalol Qosimov | 1 mål - Saleh Farhan - Duaij Naser - Li Jinyu - Li Yi - Xu Yunlong - Elie Aiboy - Ponaryo Astaman - Budi Sudarsono - Mohammad Alavi - Reza Enayati - Mohammad Nosrati - Nashat Akram - Razzaq Farhan - Younis Mahmoud - Hawar Mohammed - Qusay Munir - Takayuki Suzuki - Anas Al-Zboun - Khaled Saad - Mahmoud Shelbaieh - Cha Du-Ri - Seol Ki-Hyeon - Kim Nam-Il - Bashar Abdullah - Magid Mohamed - Wesam Rizik - Hamad Al-Montashari - Sutee Suksomkit - Nazar Bayramov - Vladimir Bayramov - Mohamed Rashid - Vladimir Shishelov Självmål - Park Jin-Seop (1) (mot Iran) - Rangsan Viwatchaichok (1) (mot Oman) |

## Sammanställning
Matcher avgjorda under förlängning räknas som vinst respektive förlust, matcher avgjorda efter straffsparksläggning räknas som oavgjort.
| Nr | Lag                   | S | V | O | F | GM | IM | MS | P  |
| -- | --------------------- | - | - | - | - | -- | -- | -- | -- |
| 1  | Japan                 | 6 | 4 | 2 | 0 | 13 | 6  | +7 | 14 |
| 2  | Kina                  | 6 | 3 | 2 | 1 | 13 | 6  | +7 | 11 |
| 3  | Iran                  | 6 | 3 | 3 | 0 | 14 | 8  | +6 | 12 |
| 4  | Bahrain               | 6 | 1 | 3 | 2 | 13 | 15 | −2 | 6  |
| 5  | Uzbekistan            | 4 | 3 | 1 | 0 | 5  | 2  | +3 | 10 |
| 6  | Sydkorea              | 4 | 2 | 1 | 1 | 9  | 4  | +5 | 7  |
| 7  | Jordanien             | 4 | 1 | 3 | 0 | 3  | 1  | +2 | 6  |
| 8  | Irak                  | 4 | 2 | 0 | 2 | 5  | 7  | −2 | 6  |
| 9  | Oman                  | 3 | 1 | 1 | 1 | 4  | 3  | +1 | 4  |
| 10 | Indonesien            | 3 | 1 | 0 | 2 | 3  | 9  | −6 | 3  |
| 11 | Kuwait                | 3 | 1 | 0 | 2 | 3  | 7  | −4 | 3  |
| 12 | Turkmenistan          | 3 | 0 | 1 | 2 | 4  | 6  | −2 | 1  |
| 13 | Saudiarabien          | 3 | 0 | 1 | 2 | 3  | 5  | −2 | 1  |
| 14 | Qatar                 | 3 | 0 | 1 | 2 | 2  | 4  | −2 | 1  |
| 15 | Förenade arabemiraten | 3 | 0 | 1 | 2 | 1  | 5  | −4 | 1  |
| 16 | Thailand              | 3 | 0 | 0 | 3 | 1  | 9  | −8 | 0  |

## Övrigt
Precis som andra sportevenemang sags turneringen som en del av Kinas ekonomiska och idrottsliga framsteg, många såg det som ett förspel inför olympiska sommarspelen 2008. Många kineser såg turneringen som en framgång inför olympiska sommarspelen 2008. Dock hade japansk media och journalister från andra länder pekat ut dåliga egenskaper hos de kinesiska fansen, och glest åskådarantal, vilket ifrågasatte Kinas förmåga att anordna sådana sportevenemang.

Under turneringen visade många kinesiska fans antijapanska stämningar, bland annat genom att överrösta Japans nationalsång, visa politiska flagger och bua när Japan fick bollen, oavsett ställning eller motstånd. Detta rapporterades av internationell media, och förvärrades då Kōji Nakata uppenbarligen knockade in bollen med sin högra hand under finale mot Kina. De kinesiska myndigheterna svarade med att uppmana till självbehärskning och utöka polisstyrkan för att upprätthålla ordningen. De japanska myndigheterna bad också Kina att säkra de japanska fansens säkerhet, och bade även japaner att inte vissa överdriven stolthet, som att bära japanska landslagströjor. Trots de kinesiska myndigheternas kampanj utbröt slagsmål startat av kinesiska fans vid norra ingången vid Beijing Worker's Stadium, men rapporterna om slagsmålets omfattning skiljer sig åt. På grund av detta har visa mediagrupper sagt att detta visar att "överdriven kinesisk nationalism under olympiska sommarspelen 2008 i Beijing kan skapa problem".